# Juan Pablo Wert Ortega
Juan Pablo Wert Ortega (Madrid, 1953) és un historiador de l'art espanyol. Des de l'any 1995 és professor del departament d'Història de l'Art de la Facultat de Lletres de la Universitat de Castella-La Manxa a Ciudad Real, i professor convidat a l'UDLA (Universidad de las Américas de Puebla, Mèxic). Imparteix, entre d'altres, els cursos Història de la Fotografia, Art i cultura de masses i Fotografia i cultura de masses. Quant a la seva tasca investigadora ha realitzat estudis sobre la pintura de la Transició i sobre aspectes estètics de la Movida madrileña (Congrés Internacional sobre Pedro Almodóvar, Desacuerdos, La Movida, XVII CEHA, etc). Entre les seves publicacions figuren comunicacions, ponències i articles de catàlegs d'exposicions sobre art espanyol actual i en concret sobre l'estètica camp. També ha treballat com a comissari de diverses exposicions, la més recent, Los Esquizos de Madrid que es va inaugurar al MNCARS, itinerant posteriorment per Barcelona (Fundació Suñol) i Sevilla (CAAC). És germà de l'exministre de cultura José Ignacio Wert.